# Die Gans von Sedan
Die Gans von Sedan ist eine deutsch-französische Kriegskomödie aus dem Jahre 1959. Unter der Regie von Helmut Käutner spielen Hardy Krüger und Jean Richard die Hauptrollen.

## Handlung
Zur Zeit des Deutsch-Französischen Kriegs. Der französische Soldat Léon nimmt in einem ruhigen Fluss ein kleines Bad, da sieht er bereits einen anderen jungen Mann, der einer Gans hinterherjagt, fröhlich im Wasser herumtollen. Er frotzelt ihn auf Französisch an „He, du Kamerad, das ist kein deutscher Braten“. Der versteht kein Wort, denn er hat, wie er auf Deutsch mit starkem Berliner Dialekt antwortet, noch Wasser in den Ohren. Sein Name ist Fritz, und er dient für Kaiser und Reich. Erst als sie beide wieder aus dem Wasser ans Flussufer gestiegen sind, erkennen sie ihre Patt-Situation und rennen zu ihrer jeweiligen Muskete. Dann beginnen beide Männer zu lachen. Der eine sagt etwas auf Französisch, will den Namen des Deutschen wissen („Comment tu t'appelles?“), während dieser nur „Appell“ versteht und sofort glaubt, dass der Franzose ihn aushorchen und militärische Geheimnisse entlocken will. Nach dem allerersten gegenseitigen Misstrauen ist das Eis der beiden „Erbfeinde“ aber rasch gebrochen. Man witzelt miteinander und merkt schnell, dass man in Friedenszeiten sogar Freunde werden könnte.
Doch es herrscht Krieg zwischen beiden Nationen, und selbiger holt Fritz und Léon rasch wieder ein. Die nur mit langen Unterhosen bekleideten Männer müssen hektisch in ihre Uniformen hineinschlüpfen … und bemerken dabei nicht einmal, dass nun aus Fritz ein französischer und aus Léon ein deutscher Soldat geworden ist – beide haben ihre zusammengeschnürten Päckchen und damit auch ihre Uniformen miteinander vertauscht! Um nicht als Deserteur, Spion oder gar Überläufer zu gelten, müssen die beiden rasch einander wieder finden, um ihre alten Uniformen zurückzubekommen. Tatsächlich finden Léon und Fritz ein etwas abseits gelegenes Plätzchen auf dem flachen Land, und Marguerite, eine junge Bäuerin, in die sich beide auch noch prompt verlieben, nimmt sie auf ihrem kleinen Hof auf. Aber der Krieg geht weiter, und Léon wird von den Deutschen gefangen genommen. Angeblich soll er einen deutschen Offizier getötet haben. Nun bekommt Fritz die Gelegenheit, seine neugewonnene Freundschaft unter Beweis zu stellen und Léon vor der Exekution zu bewahren.

## Produktionsnotizen
Die Gans von Sedan, ein Nebenwerk Käutners, wurde vom 25. Juli bis zum 12. September 1959 in den Studios Bilancourt Paris gedreht. Die Außenaufnahmen entstanden in der Ile de France. Die Uraufführung war am 22. Dezember 1959 in der Filmbühne Wien, Berlin, die französische Erstaufführung am 25. Mai 1960 in Paris. Die deutsche Fernseherstausstrahlung erfolgte am 21. Dezember 1986 auf Bayern 3.
Die Bauten entwarf Serge Pimenoff, dessen letzte vollendete Arbeit dies war. Emmanuel Machuel assistierte Chefkameramann Jacques Letellier. Erica Balqué assistierte ihrem Mann Käutner als Regieassistentin.

## Kritiken
„Was dem Regisseur Helmut Käutner offenbar als deutsch-französische Verständigungskomödie vorschwebte, entpuppt sich als grober Verkleidungsschwank, gebettet in biedere rustikale Idylle. Bei der Bearbeitung der in deutsch-französischer Gemeinschaftsarbeit ausgewalzten Story (ein deutscher Grenadier und ein französischer Soldat vertauschen im Krieg von 1870/71 versehentlich ihre Uniformen) erdrückte der deutsche Anteil – derbe Betulichkeit – den Witz des französischen Autors Jean L’Hote, der die literarische Vorlage lieferte (‚Une Fleure au Fusil‘) und am Drehbuch mitschrieb. Weder Hardy Krüger als pommerscher Fußsoldat noch Jean Richard als Poilu verhelfen in ihrem Hauptkostüm – langen Unterhosen – dem Film zu einer Augenweide.“

„Die Gans ist nicht mit unverdaulichen Käutner-Symbolen gefüllt, doch läßt sie manchmal ihre Federn allzu unzart rupfen.“

Im Lexikon des Internationalen Films heißt es: „Die Jagd nach einer Gans auf einem Flüßchen führt im deutsch-französischen Feldzug 1870 zwei gegnerische Soldaten zusammen. Sie vertauschen in der Eile ihre Uniformen, was Anlaß für ein teils possenhaftes, teils liebenswürdig-amüsantes Verwechslungsspiel in diesem für Völkerfreundschaft eintretenden Unterhaltungsfilm ist.“